# Lance Gooden
Lance Carter Gooden, född 1 december 1982 i Nashville i Tennessee, är en amerikansk politiker (republikan). Han är ledamot av USA:s representanthus sedan 2019.
I mellanårsvalet i USA 2018 besegrade Gooden demokraten Dan Wood.